# Paucidentomys vermidax
Paucidentomys vermidax es una especie de roedor que fue descubierta en 2012 en una remota selva en la isla indonesia de Célebes. Es la única especie del género Paucidentomys. El nombre en latín puede ser traducido como "ratón comedor de gusanos y de pocos dientes", se refiere al hecho de que tienen sólo dos dientes y pueden vivir exclusivamente de una dieta de lombrices de tierra. Paucidentomys vermidax es más grande que Melasmothrix naso, Macrorhinos sommeromys y Tateomys macrocercus, similar en tamaño a Rhinogradoides tateomys, más pequeños que Soricoides rhynchomys y sustancialmente más pequeño que las especies de Echiothrix. La cara es más alargada, similar en este sentido a especies de Rhynchomys. Cuenta con ojos pequeños, orejas grandes, un suave pelaje y una larga, gruesa y peluda cola de dos colores.

## Dentición
Paucidentomys vermidax es el único roedor conocido sin molares, lo que es una adaptación a su dieta, que puede consistir exclusivamente en lombrices de tierra. Por otra parte, en lugar de incisivos para roer, esta especie tiene premolares incisivos superiores, lo que la hace única entre las más de 2.200 especies de roedores.

## Etimología
El nombre genérico combina el término en latín paucus (pocos) con dentis (diente) y los griegos mys (ratón), en referencia a la falta de molares. El epíteto es un híbrido de vermicompost (gusano) y edax (devorador), en referencia a la dieta del animal.

## Distribución y hábitat
Esta especie es conocida solo a través de 2 individuos capturados en el Monte Latimojong y en el Monte Gandangdewata, en la parte centro-occidental de la isla de Célebes.
Vive en la foresta.